# Svedberg-eenheid

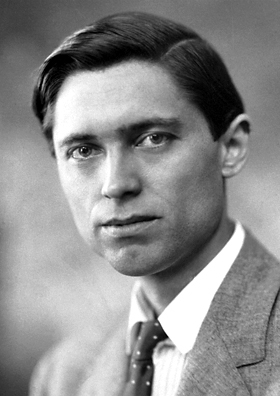
Theodor Svedberg

De svedberg-eenheid, afgekort met S, werd ontwikkeld door Theodor Svedberg. Het is een eenheid voor de sedimentatie-snelheid van moleculen en wordt bepaald door de grootte, massa en vorm van een molecuul.
Via een ultracentrifuge worden macromoleculen van elkaar gescheiden door hun verschillende massadichtheden. Ze kunnen dan onderverdeeld worden in svedberg-eenheden. Vaak wordt de fout gemaakt om de svedberg-eenheid te zien als een eenheid voor de grootte van moleculen. Vorm en massa spelen echter ook een belangrijke rol. Bijvoorbeeld: de eenheden van bacteriële ribosomen hebben een svedberg-waarde van respectievelijk 30 en 50 S, maar samen hebben ze een waarde van 70 S (en niet 80 S). Dit komt doordat de twee eenheden zo in elkaar passen dat een ronde vorm ontstaat waardoor de sedimentatie sneller gaat.